# San Antonio, Motozintla
San Antonio är en ort i Mexiko.   Den ligger i kommunen Motozintla och delstaten Chiapas, i den sydöstra delen av landet, 900 km sydost om huvudstaden Mexico City. San Antonio ligger 500 meter över havet och antalet invånare är 144.
Terrängen runt San Antonio är varierad. San Antonio ligger nere i en dal. Runt San Antonio är det ganska tätbefolkat, med 78 invånare per kvadratkilometer. Närmaste större samhälle är Huixtla, 14,7 km sydväst om San Antonio. I omgivningarna runt San Antonio växer i huvudsak städsegrön lövskog.